# Dapitan
Dapitan é uma cidade de terceira classe de renda da cidade na província Zamboanga do Norte, nas Filipinas. De acordo com o censo de 1 maio  de  2020 possui uma população de 85 202 pessoas e 19 828 domicílios.